# The Ejected
The Ejected — английская панк-рок/oi! группа из Дагенхэма, активная деятельность которой проходила с 1981 по 1983 годы.

## История
Группа была создана бывшими участниками Dawn Patrol: Джимом Бруксом (вокал, гитара), Гарри Сандфордом (бас, вокал) и барабанщиком Миком Робинсоном. На их творчество оказали прямое влияние UK Subs, Cockney Rejects, Angelic Upstarts и The Clash. Присоединившись к лейблу Riot City Records, их первый релиз стал частью компиляции Carry On Oi. В 1982 году группа выступила с дебютным мини-альбомом Have You Got 10p, и одноименной песней, которая посвящена обрушившемуся на группу граду 10-пенсовых монет во время одного из выступлений. Альбом достиг 8 места в рейтинге UK Indie Chart, группа привлекла к себе внимание прессы; в частности, Sounds опубликовал интервью с ними Гарри Бушелла. За этим последовал релиз мини-альбома Noise For The Boys и полноформатный дебютный альбом A Touch Of Class с Полом Гриффитсом, заменившим Робинсона на ударных.
Затем Сэндбрук на короткое время покинул группу, на его место пришел бывший басист D.I.R.T. Пол Кванин, для записи мини-альбома Press The Button. Когда пришло время для записи второго альбома Spirit Of Rebellion в 1983 году, Куэйн на несколько месяцев забросил работу в группе, в результате Сэндбрук вернулся на своё место. Вместе с тем, в группу пришел второй гитарист, Кев Паллет. Новый альбом был спродюсирован Никки Гарратом из UK Subs, что позволило достичь нового уровня звучания.
Следующий мини-альбом Public Animals так и остался не выпущенным, из-за закрытия Riot City и последовавшего распада группы.
Спустя какое-то время все четыре члена The Ejected решили сформировать поп/регги группу The New Hawaiians, которая просуществовала до перехода Сэндфорда и Гриффитса в 4 Minutes to Moscow. В свою очередь Брукс перешел в поп/регги группу Jo Jo Republic.
В 1999 году The Ejected воссоединились в оригинальном составе (Брукс, Сэндбрук и Робинсон) для записи дополнительных песен к сборнику The Best Of Ejected, куда вошли также ранее не издававшиеся записи из мини-альбома Public Animals.
В 2014 году The Ejected воссоединились снова для фестиваля TNT в Коннектикуте, во время Дня труда в США. Позже группа выступила на Rebellion Punk Festival в Блэкпуле. Участие в этих концертах приняли приглашенные участники группы Sol Silver: Джонни Ромейн (гитара), Пол Берри (бас-гитара) и Дэнни Блэр (ударные).

## Дискография
Места в рейтинге указаны в соответствии с UK Indie Chart.

### Мини-альбомы
- Have You Got 10p? (1982) Riot City (#8)
- Noise For The Boys (1983) Riot City (#28)
- Press The Button (1983) Riot City (#32)

### Альбомы
- A Touch of Class (1983) Riot City
- The Spirit Of Rebellion (1984) Riot City
- The Best Of The Ejected (1999) Captain Oi!